# Королевская арка

Тройное Тау — эмблема Королевской арки

Королевская арка (англ. Royal Arch Masonry) является первой частью системы масонских степеней Йоркского устава. Масоны королевской арки объединены в капитул королевской арки.

## История
Точное происхождение четырех организационных структур градусов в их нынешнем виде, как части Йоркского устава неизвестны.

### Масон королевской арки

#### Происхождение и раннее развитие

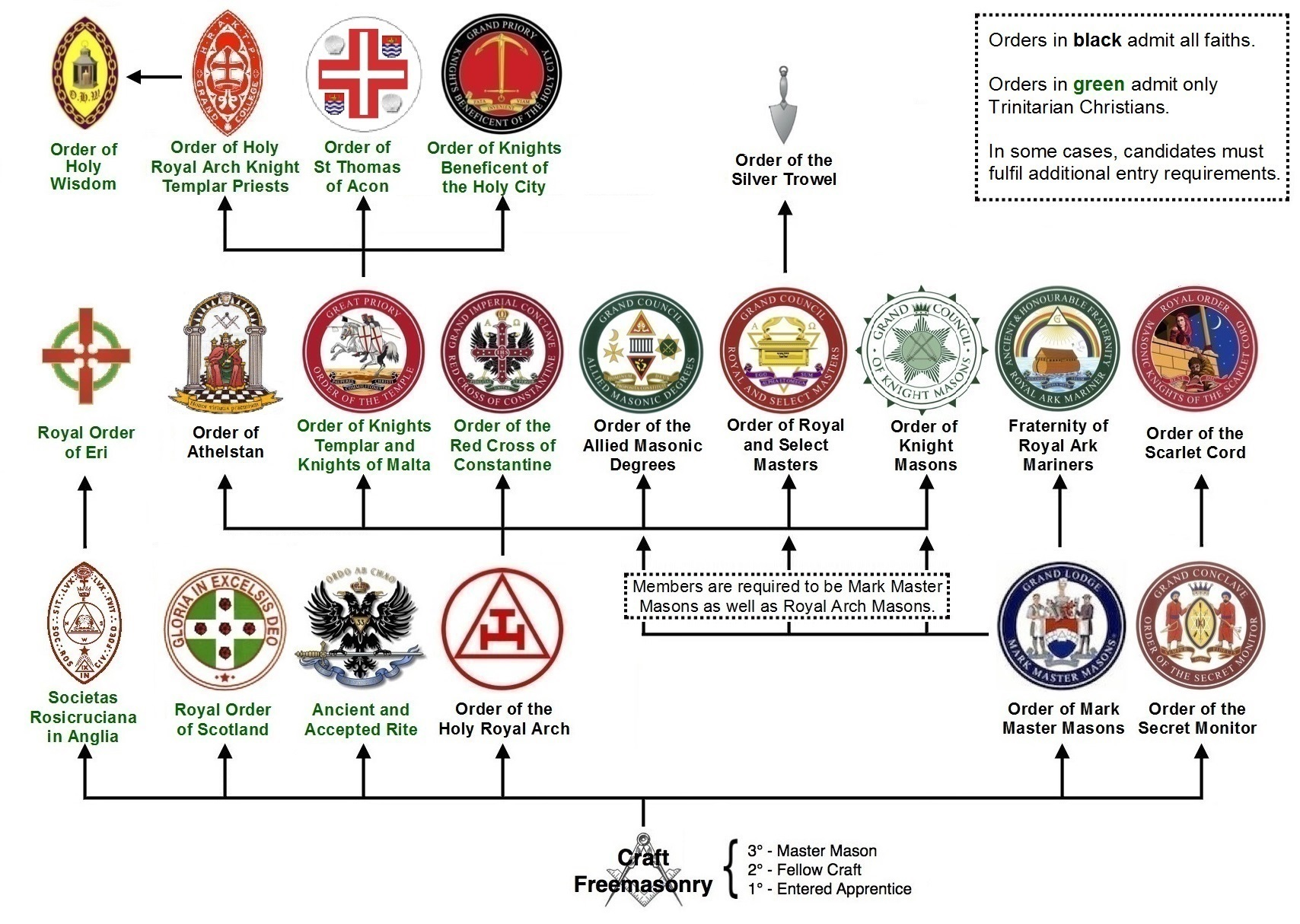
Положение Королевской арки в системе дополнительных организаций

Что касается степени масона королевской арки, то Тернбулл и Денслоу утверждали: что это наиболее широко известная и обсуждаемая степень в масонской системе, потому что сама степень не была частью третьей степени до формирования Объединенной великой ложи Англии. Хотя проблески масонства королевской арки появляются в масонской литературе с 1720-х годов, первый достоверные сведения появления масонства королевской арки встречаются в Ирландии в 1740-х годах во время дублинской. Согласно записям Ложи № 21, в королевской арке были проведены в процессии два прекрасных масона через Югхал, в Ирландии, 27 декабря 1743 года. Степень также упоминается неодобрительно Дисигни: серьезное и беспристрастное расследование послужило причиной настоящего распада вольного каменщичества в Королевстве Ирландии, которое было опубликовано в Дублине в 1744 году. В этой публикации отдельно отмечено, что обряд практиковался в Дублине, Лондоне и Йорке, и что эта степень для мужчин, которые прошли стул (то есть занимали должность досточтимого мастера символической ложи).
В 1749 году Великая ложа Ирландии выдала патенты на местные ложи № 190 и 198, чтобы основать ложи королевской арки.
Из Ирландии королевская арка распространилась в Англию, где она подпитывается соперничеством между двумя великими ложами, «Древних» и «Современных». В 1717 году изначальная Первая великая ложа Англии была сформирована в Лондоне для управления символическим масонством в Англии. В 1751 году требование представлять всё английское масонство Первой великой ложей Англии было оспорено Древней великой ложей Англии. В 1746 году, Лоуренс Дермот, великий секретарь «Древних», был принят в капитул королевской арки в Дублине, который в то время был открыт только для тех, кто ранее занимал должность досточтимого мастера символической ложи. Дермот рассматривал степень королевской арки, как четвертую степень символического масонства. Под его влиянием «Древние» отстаивали степень королевской арки в Англии. В то время это было встречено в штыки «Современными».
В начале 19-го века, когда «Древние» и «Современные» решили перестать соперничать и создать союз, роль и цель степени королевской арки стала камнем преткновения. «Древние» рассматривали степень королевской арки, как четвёртую степень символического масонства и проводили её, как часть обычных масонских ритуалов символической ложи, в то время как «Современные» постановили, что символическое масонство состоит только из трёх степеней, и что королевская арка является расширением третьей степени (мастер масона), которая должна быть введена отдельно. Когда «Древние» и «Современные» объединились, в 1813 году, чтобы сформировать Объединенную великую ложу Англии, то это стало возможно только после достижения компромисса по вопросу о роли и цели степени королевской арки. После объединения, «Верховный орден святой королевской арки» мог быть полностью признан Объединенной великой ложей Англии, но как отдельный орден, которому разрешается проводить обряды со всеми символическими ложами. В «Книге конституций» Объединенной великой ложи Англии было задекларировано, что: …чистое древнее масонство состоит из трёх степеней и не более, а именно из: принятый ученик, подмастерье, и мастер масон, в том числе Верховного ордена святой королевской арки. В 1823 году Объединенная великая ложа Англии разрешила мастерам масонам присоединиться к Капитулу святой королевской арки без предварительного пребывания в должности досточтимого мастера ложи. В Шотландии, кандидат для королевской арки также должен быть мастером метки, степень которая может быть присвоена в Капитуле королевской арки, если требуется.
После ассамблеи Великого верховного капитула 10 ноября 2004 года в Англии, появились существенные отличия от работ в этом градусе в Англии от работ в США. Правила братских взаимопризнаний остались прежними. Масоны, достигшие этого градуса, могут продолжить продвижение в крипту или прямо к тамплиерам (если разрешено; требования среди юрисдикций различны).

## Градусы входящие в капитул
- Мастер метки — этот градус является неким расширением степени подмастерья. В некоторых юрисдикциях градус даётся в ложе подмастерьев — втором градусе символической ложи.
- Условный Бывший мастер существует согласно традиции, по которой только бывшим досточтимым мастерам было позволено вступать в королевскую арку. Ввиду того, что на этот градус много претендентов, готовить их к нему должен действительный бывший мастер. Основная часть работы похожа на инсталляцию досточтимого мастера символической ложи. Действует на территории США, за её пределами не проводится.
- Весьма превосходный мастер — этим градусом завершается возведение Храма Царя Соломона, известное по трём символическим градусам. В Англии градус входит в Крипту вместе с тремя предыдущими градусами.
- Масон королевской арки многими считается самым красивым градусом всего масонства.

## Административные структуры

### Капитул
Капитул королевской арки во многом, так же как и ложи, имеет офицерский состав и ритуальную систему степеней, который в данном случае состоит из четырех степеней: мастера метки, бывшего мастера (в некоторых юрисдикциях эта степень называется условный бывший мастер, чтобы отличить тех, кто получил эту степень в Капитуле королевской арки, от тех, кто был инсталлирован как досточтимый мастер в ложе), превосходный мастер и масон королевской арки. Однако, в отличие от символических лож, названия офицерских должностей меняются в зависимости от степени.

### Региональный капитул
Каждый штат США имеет свой собственный великий капитул, который выполняет те же административные функции для своих подчиненных капитулов, что и великая ложа делает для своих подчиненных лож. В других странах есть либо национальные великие капитулы или великие капитулы для каждого штата. Капитул также имеет свои собственные названия офицерских должностей.

### Всеобщий великий капитул
Многие из великих капитулов по всему миру (заметные исключения включают в себя: Массачусетс, Огайо, Пенсильвания, Техас, Вирджиния и Западная Вирджиния) являются членами зонтичной группы под названием Всеобщий великий капитул, который был основан 24 октября 1797 года. Он издает ежеквартальный журнал под названием «Масон королевской арки» и поддерживает Фонд «ABLEKids».